# Alismorchis elytroglossa
Alismorchis elytroglossa là một loài thực vật có hoa trong họ Lan. Loài này được (Rchb. f. ex Hook. f.) Kuntze mô tả khoa học đầu tiên năm 1891.